# Tyrannochthonius imitatus
Tyrannochthonius imitatus är en spindeldjursart som beskrevs av Clarence Clayton Hoff 1959. Tyrannochthonius imitatus ingår i släktet Tyrannochthonius och familjen käkklokrypare. Inga underarter finns listade i Catalogue of Life.